# خدرنق شبه عاض
خدرنق شبه عاض (الاسم العلمي: Cheiracanthium submordax) هو نوع من العنكبوتيات يتبع جنس الخدرنق من الفصيلة العناكب الكيسية.